# دنیاگیری کووید-۱۹ در تیمور شرقی
دنیاگیری کووید-۱۹ در تیمور شرقی بخشی از دنیاگیری بیماری کروناویروس ۲۰۱۹ در جهان است. اولین مورد تأیید شده در تیمور شرقی در ۲۱ مارس ۲۰۲۰ اعلام شد.